# Baskałci
Baskałci (bułg. Баскалци) – wieś w Bułgarii, w obwodzie Błagojewgrad, w gminie Petricz. Według danych szacunkowych Ujednoliconego Systemu Ewidencji Ludności oraz Usług Administracyjnych dla Ludności, 15 czerwca 2020 roku miejscowość liczyła 51 mieszkańców.

## Osoby związane z miejscowością

### Urodzeni
- Georgi Konstantinow – bułgarski rewolucjonista, czetnik Jordana Spasowa
- Iwan Popgeorgiew (1875–?) – bułgarski rewolucjonista